# Saint-Witz
Saint-Witz é uma comuna francesa na região administrativa da Ilha de França, no departamento do Vale do Oise. Estende-se por uma área de 7.66 km². Em 2010 a comuna tinha 2 485 habitantes (densidade: 324,4 hab./km²).